# کارکن سفلی
کارکن سفلی، روستایی از توابع بخش بازفت شهرستان کوهرنگ در استان چهارمحال و بختیاری ایران است.

## جمعیت
این روستا در دهستان بازفت قرار دارد و براساس سرشماری مرکز آمار ایران در سال ۱۳۸۵، جمعیت آن ۳۹ نفر (۵خانوار) بوده‌است.

## کدپستی روستای تازه کندآخوند
- فهرست روستاهای ایران